# Geboortehuis van Mozart
Het geboortehuis van Mozart (Duits: Mozarts Geburtshaus of Hagenauerhaus) is een museum in de Getreidegasse in Salzburg, Oostenrijk. Het is gewijd aan Wolfgang Amadeus Mozart (1756-1791) die hier op de derde verdieping werd geboren.

## Geschiedenis

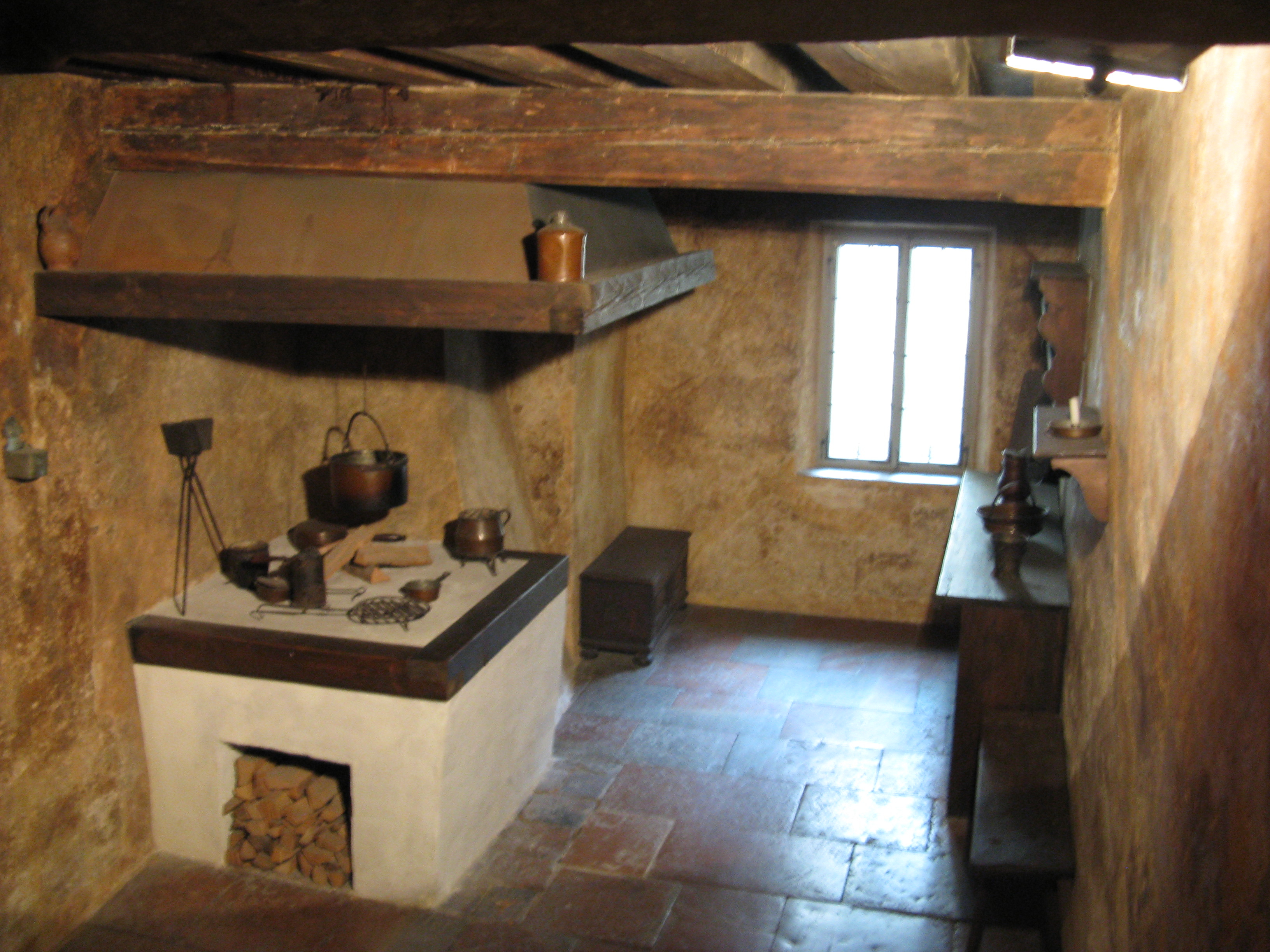
Keuken (reconstructie)

Het huis werd gebouwd in de 12e eeuw op de plek waar zich een tuin bevond van de benedictijnse monniken van de sint Peterabdij.
De familie Hagenauer kocht het huis in 1703. Joseph Matin Hagenauer en Johann Laurenz Hagenauer waren huiseigenaar in de tijd dat de Mozarts hier woonden.
Leopold Mozart en zijn vrouw Anna Maria betrokken hier na hun huwelijk in 1747 een appartement op de derde verdieping, dat bestond uit een klein kabinet, keuken, woonkamer, slaapkamer en kantoor. Al hun zeven kinderen werden hier geboren. Alleen Nannerl en Wolfgang Amadeus overleefden de kindertijd. De familie woonde hier tot 1773.

## Museum
Sinds 1880 is in het huis een museum gevestigd over het werk en leven van de componist. Het is eigendom van het internationale Mozarteum dat eveneens in Salzburg is gevestigd.
In het museum wordt aandacht besteed aan zijn passie voor de opera, zijn leven in Salzburg en Wenen en zijn vrienden. Naast verschillende muziekinstrumenten die van de Mozart zijn geweest, zoals zijn viool en zijn pianoforte, worden allerlei memorabilia getoond als portretten, schilderijen, documenten, familiebrieven en de eerste uitgaven van zijn muziek. 